# Bactrocera abnormis
Bactrocera abnormis är en tvåvingeart som först beskrevs av Hardy 1982.  Bactrocera abnormis ingår i släktet Bactrocera och familjen borrflugor. Inga underarter finns listade.